# Табачне (Джанкойський район)
Таба́чне (до 1948 року — Аджи́-Ахма́т, крим. Acı Ahmat) — село Джанкойського району Автономної Республіки Крим. Центр сільської ради. Розташоване на південному сході району.

## Географія
Табачне — село в східній частині району, в степовому Криму, на березі правої притоки впадаючої в Сиваш безіменної річки (зараз — колектор Північно- Кримського каналу), висота над рівнем моря — 18 м. Сусідні села: Світле за 3,5 км на північний схід, Хлібне за 2,8 км на північ і смт Азовське за 2,5 км на південний захід, там же найближча залізнична станція — Азовське (на лінії Джанкой — Феодосія). Відстань до райцентру — близько 25 кілометрів.

## Історія

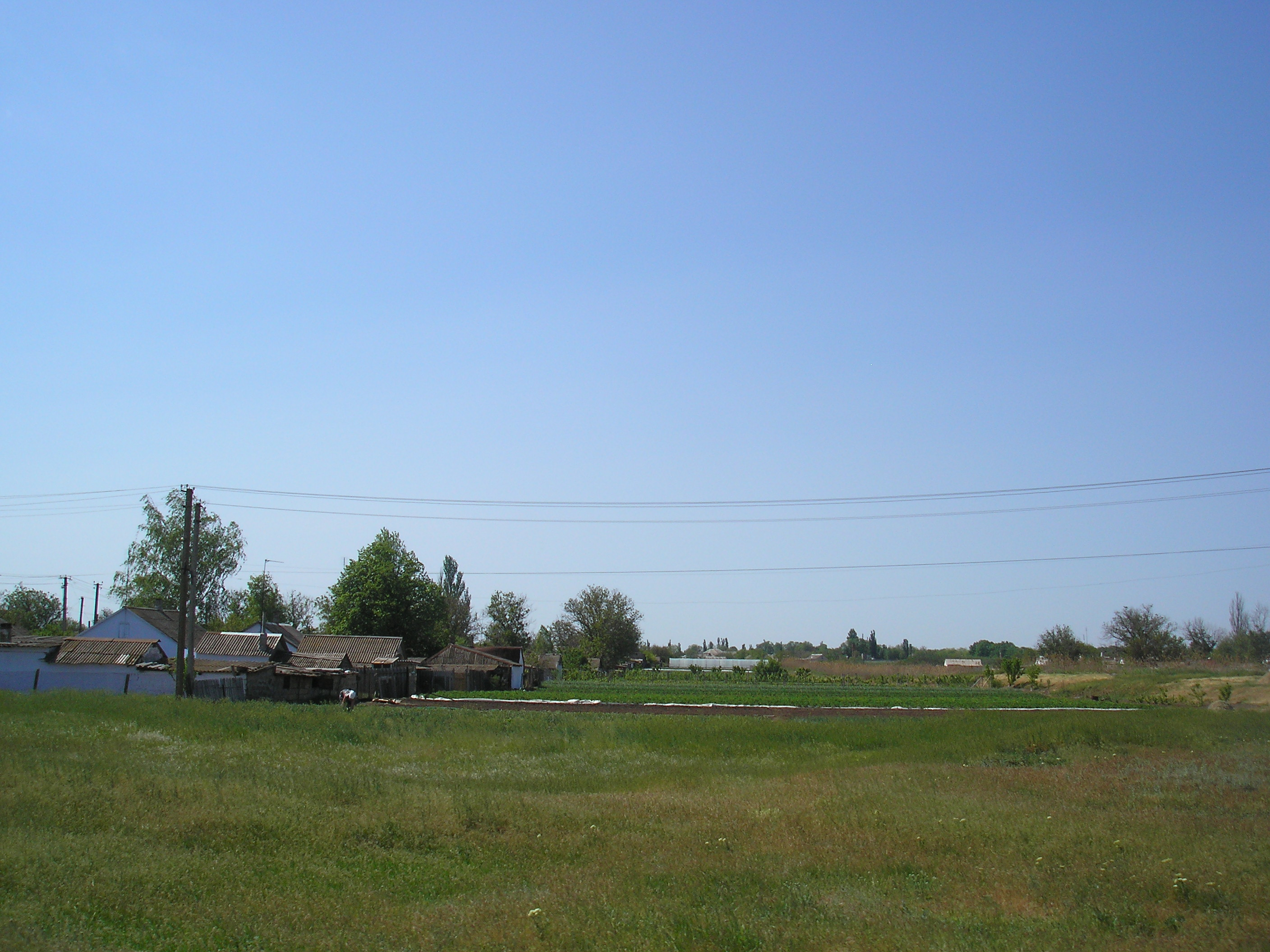

Перша документальна згадка про село зустрічається в Камеральному Описі Криму … 1784, судячи з якого, в останній період Кримського ханства в Насивський кадилик Карасубазарського каймакамства входило 2 села: Гаджи Аймат і Ергі Гаджи Аймат, надалі фігурують, як одне.
Після анексії Криму Російською імперією, на території колишнього Кримського Ханства була утворена Таврійська область і село було приписане до Перекопського повіту.
За даними на 21 жовтня 1805, в селі Ілгери-Аджи-Ахмат значилося 11 дворів та 78 жителів кримських татар. На військово-топографічній карті 1817 село Алгери найман позначена з тими ж 11 дворами. Після реформи волосного поділу 1829  Ільгери Аджи-Акмат  віднесли до Башкірицької волості. Потім, мабуть, внаслідок еміграції кримських татар через політику російської адміністрації село помітно спорожніло і на карті 1842 Ільгери-Аджи-Акмат позначене умовним знаком «мале село», тобто, менше 5 дворів.
У 1860-х роках, після земської реформи Олександра II, село приписали до Байгончекської волості.
У «Списку населених місць Таврійської губернії за відомостями 1864», складеному за результатами VIII ревізії 1864 року, Ахмат — «власницьке» (тобто, що знаходиться в приватній власності) татарське село з 1 двором, 9 жителями і мечеттю при колодязях, а, згідно «Пам'ятної книжки Таврійської губернії за 1867», село Ельгара Аджи Акмат була покинуте жителями в 1860–1864 роках, в результаті еміграції кримських татар, особливо масової після Кримської війни 1853–1856 років, в Туреччину і залишалося в руїнах.
Після того, як 4 червня 1871 Олександром II були затверджені Правила про влаштування поселян-власників (колишніх колоністів) …, була утворена німецька Ейгенфельдська волость, до якої приписали відроджене, мабуть, кримськими німцями, село, хоча, згідно енциклопедичного словника «Німці Росії», село Грінфельд, або Аджи-Ахмат німецький, було засноване тільки в 1897 році.
Уже в «Пам'ятній книзі Таврійської губернії 1889», складеної за результатами Х ревізії 1887, в Елгері-Аджи-Ахмата значилося 12 дворів та 65 жителів.
Після земської реформи 1890 року село віднесли до Ак-Шейхської волості. З 1897 року ведеться історія євангелістсько-лютеранського села Грінфельд, заснованого вихідцями з бердянських колоній.
За «… Пам'ятною книжці Таврійської губернії на 1900 рік» вже в селі Аджи-Ахмат значилося 172 жителя в 17 дворах, в 1905 році, згідно енциклопедичного словника «Німці Росії» — 149. У  Статистичному довіднику Таврійської губернії 1915 , в Ак-Шейхській волості Перекопського повіту значиться село Аджи-Ахмат німецький  з населенням 182 людини.
Після радянської окупації, за постановою Кримревкома від 8 січня 1921 № 206 «Про зміну адміністративних кордонів» була скасована волосна система і в складі Джанкойського повіту був створений Джанкойський район. У 1922 році повіти перетворили в округи. 11 жовтня 1923, згідно з постановою ВЦВК, в адміністративний поділ Кримської АРСР були внесені зміни, в результаті яких округи були ліквідовані, основною адміністративною одиницею став Джанкойський район і село включили до його складу. Згідно  Списком населених пунктів Кримської АРСР по Всесоюзного перепису 17 грудня 1926 , Аджи-Ахмат, з населенням 163 особи, з яких 153 німця, входив до складу Акшейхської сільради Джанкойського району  Постановою КримЦВК від 15 вересня 1930 був знову створений Біюк-Онларський район (указом Президії Верховної Ради РРФСР № 621/6 від 14 грудня 1944 перейменований в Октябрьский), тепер як німецький національний, в який включили село. Після утворення в 1935 році Колайського району (перейменованого указом ЗС РРФСР № 621/6 від 14 грудня 1944 року в Азовський) село включили до його складу.
Незабаром після початку німецько-радянської війни, 18 серпня 1941 кримські німці були виселені, спочатку в Ставропольський край, а потім в Сибір і північний Казахстан, до того часу жителів було 128 осіб. Після звільнення Криму від нацистів у квітні, після депортації кримських татар, 12 серпня 1944 було прийнято постанову № ГОКО-6372с «Про переселення колгоспників у райони Криму» і у вересні 1944 року в Азовський район Криму приїхали перші новосели (162 сім'ї) з Житомирської області, а на початку 1950-х років пішла друга хвиля переселенців з різних областей України.
Указом Президії Верховної Ради РРФСР від 18 травня 1948, Аджи Ахмат перейменували в Табачне.
Указом Президії Верховної Ради УРСР «Про укрупнення сільських районів Кримської області», від 30 грудня 1962 Азовський район був скасований і село приєднали до Джанкойського .

## Населення

### Мова
Розподіл населення за рідною мовою за даними перепису 2001 року:
| Мова                | Відсоток |
| ------------------- | -------- |
| російська           | 68,73%   |
| кримськотатарська   | 19,06%   |
| українська          | 11,16%   |
| білоруська          | 0,8%     |
| інші/не визначилися | 0,25%    |